# Nächstenbach

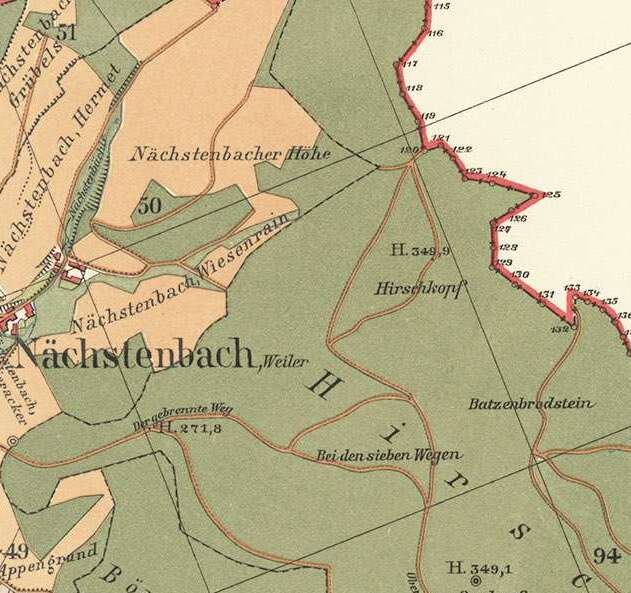
Nächstenbach auf einer Karte von 1892

Nächstenbach ist ein Wohnplatz im Nordwesten von Baden-Württemberg. Er liegt auf dem Gebiet der Stadt Weinheim im Rhein-Neckar-Kreis.

## Geographie
Nächstenbach liegt im südwestlichen Odenwald in kleinem Tal, das durch einen Bach, das Nächstenbächle, gebildet wird. Es fließt in westlicher Richtung, um kurz darauf die Oberrheinische Tiefebene zu erreichen. Im Nordwesten des Ortes beginnt das Naturschutzgebiet Wüstnächstenbach und Haferbuckel, das sich in Richtung Sulzbach erstreckt.

## Geschichte
Nächstenbach gilt als Ausbausiedlung des Hochmittelalters im Norden der Weinheimer Gemarkung. Es wurde 1100 erstmals urkundlich erwähnt und hatte lange Jahre vier Höfe mit einer aus dem Wald gerodeten Blockflur umfasst.